# Avior Airlines
Avior Airlines C.A. (ранее Avior Express) — венесуэльская авиакомпания, базирующаяся в венесуэльском городе Барселона. Выполняет регулярные и чартерные перевозки в Венесуэле и в южной части Карибского моря. В настоящее время это крупнейшая частная авиакомпания Венесуэлы, с крупнейшим размером флота, количеством направлений и более, чем 1800 сотрудниками.

## История
Авиакомпанию основали в 1994 году Хорхе Луис Аньес Дагер и Рафаэль Чиарсиа Вало. Первоначально авиакомпания использовала только пятиместный самолёт Cessna Skymaster для чартерных рейсов на остров Маргарита и в Канайму. На тот момент авиакомпания фактически принадлежала Хорхе Аньесу Дагеру.
В 2009 году Avior Airlines пережила сильный кризис, стала банкротом, из-за чего обслуживание большинства направлений было приостановлено, а 11 самолётов Beechcraft 1900D были списаны. В последующие годы Avior Airlines смогла поправить свое финансовое состояние.
В 2012 году Avior Airlines объявила о создании своей дочерней авиакомпании под названием Avior Regional. Новая авиакомпания стала обслуживать старые маршруты, приостановленные в 2009 году. Также для Avior Airlines было закуплено 4 самолёта Boeing 737-400, которые стали обслуживать международные рейсы. В 2013 году прибыл первый из них, а также во флот поступил первый Fokker 50 для авиакомпании Avior Regional. Однако возникли проблемы с Национальным институтом гражданской авиации при сертификации новой авиакомпании, в связи с чем было решено использовать новый Fokker 50 в составе основной авиакомпании.
С 2015 года Avior Airlines начала процесс расширения своего флота и числа направлений с целью расширения воздушного сообщения Венесуэлы. Однако из-за сложной политической ситуации в Венесуэле количество международных рейсов существенно снизилось, что привело к уменьшению численности воздушного парка авиакомпании. 3 декабря 2017 года авиакомпания Avior Airlines была добавлена в Список авиаперевозчиков, запрещенных в Евросоюзе из-за несоблюдения требований безопасности.
В декабре 2018 года авиакомпания получила сертификат IOSA, подтверждающий международное признание операционных процессов и систем управления в авиакомпании с точки зрения их безопасности. Это означает, что авиакомпания Avior Airlines становится частью избранного сообщества авиакомпаний по всему миру, пользующихся признанным авторитетом и доверием, что позволяет говорить о возобновлении полётов напрямую в Европейский союз и по другим направлениям в соответствии с международно признанными эксплуатационными стандартами.

## Маршрутная сеть
| Страна                   | Город         | Примечания | Ссылки |
| ------------------------ | ------------- | ---------- | ------ |
| Аруба                    | Ораньестад    | Прекращен  |        |
| Бразилия                 | Манаус        |            |        |
| Колумбия                 | Богота        |            |        |
| Колумбия                 | Кали          |            |        |
| Колумбия                 | Меделлин      |            |        |
| Кюрасао                  | Виллемстад    | Прекращен  |        |
| Доминиканская республика | Пунта кана    |            |        |
| Доминиканская республика | Санто-Доминго |            |        |
| Эквадор                  | Гуаякиль      | Terminated |        |
| Эквадор                  | Манта         | Прекращен  |        |
| Мексика                  | Канкун        |            |        |
| Панама                   | Панама        | Прекращен  |        |
| Перу                     | Лима          |            |        |
| Тринидад и Тобаго        | Порт-оф-Спейн | Прекращен  |        |
| США                      | Майами        | Прекращен  |        |
| Венесуэла                | Барселона     | Хаб        |        |
| Венесуэла                | Баринас       |            |        |
| Венесуэла                | Каракас       | Хаб        |        |
| Венесуэла                | Мерида        | Прекращен  |        |
| Венесуэла                | Порламар      |            |        |
| Венесуэла                | Пуэрто Ордаз  |            |        |
| Венесуэла                | Валенсия      | Хаб        |        |
| Венесуэла                | Валера        | Прекращен  |        |

## Флот

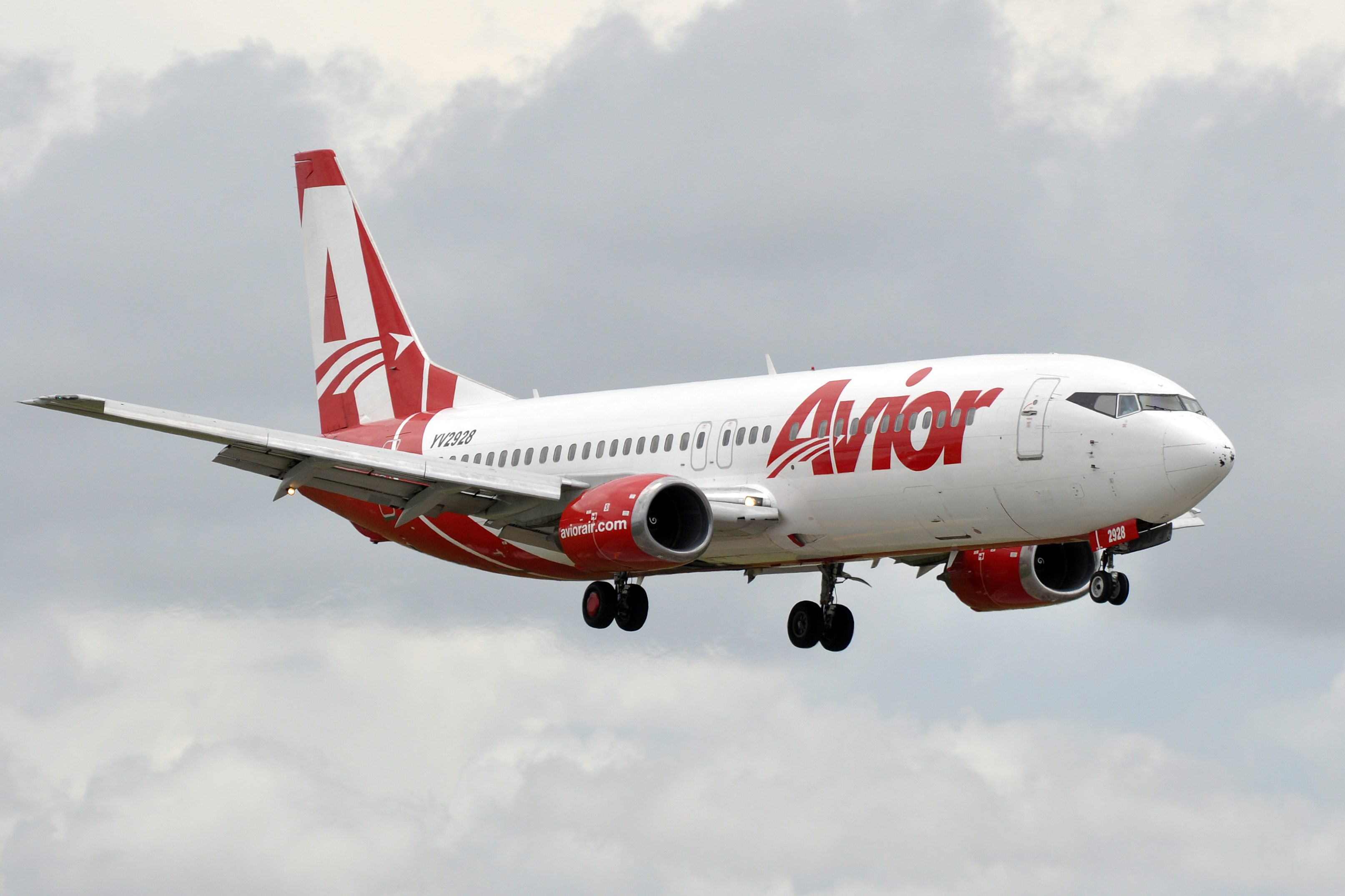
Avior Airlines Boeing 737-400 садится в Майами в 2014 году

К маю 2021 года флот авиакомпании состоит из:
| Самолет        | Используется | Заказано | Число пассажиров | Число пассажиров | Число пассажиров | Число пассажиров | Примечания |
| Самолет        | Используется | Заказано | C                | Y+               | Y                | Total            | Примечания |
| -------------- | ------------ | -------- | ---------------- | ---------------- | ---------------- | ---------------- | ---------- |
| Boeing 737-200 | 5            | —        | —                | 12               | 96               | 108              |            |
| Boeing 737-400 | 6            | —        | —                | 12               | 132              | 144              |            |
| Всего          | 11           | —        |                  |                  |                  |                  |            |

## Инциденты
- 3 марта 2018 года Boeing 737-400 авиакомпании Avior Airlines, следовавший по маршруту Барселона — Гуаякиль, вылетел за пределы взлётно-посадочной полосы при посадке в международном аэропорту имени Хосе Хоакина де Ольмедо. Сообщений о травмах пассажиров и экипажа не поступало, и, по всей видимости, самолёт не получил никаких повреждений конструкции. Инцидент произошел из-за мокрой ВПП[7].
- 22 ноября 2019 года самолёт Boeing 737-400 авиакомпании Avior Airlines выполнял рейс Валенсия — Богота. После приземления в международном аэропорту Эльдорадо в Боготе его правая основная опора шасси получила серьёзную неисправность, в результате чего она разрушилась, что привело к эвакуации пассажиров после остановки самолёта[8].
- 6 декабря 2019 года Boeing 737-400, вылетевший в 8:00 по маршруту Лима — Каракас, разгерметизировался через 45 минут после взлёта, на борту было 133 пассажира и 8 членов экипажа, у некоторых людей возникла нехватка кислорода, в том числе и у шестимесячного грудного ребёнка, который пострадал больше всего. Самолёту пришлось совершить аварийную посадку, совершив резкое снижение в городе Тарапото, Перу. Авиакомпания позволила самолёту продолжить маршрут[9].